# Diophtalma amanda
Diophtalma amanda är en fjärilsart som beskrevs av Adalbert Seitz 1913. Diophtalma amanda ingår i släktet Diophtalma och familjen Riodinidae. Inga underarter finns listade i Catalogue of Life.